# ヴェルナー・ハーゼ
ヴェルナー・ハーゼ（Werner Haase、1900年8月2日 - 1950年11月30日）は、ドイツの医師、親衛隊（SS）の将校である。アドルフ・ヒトラーの主治医の一人として知られ、最終階級は親衛隊中佐（SS-Obersturmbannführer）であった。

## 生涯
ハーゼは1900年8月2日、ドイツのケーテンで誕生した。1924年に医師の学位を取得し、外科医としてのキャリアを開始した。1927年からは船医として活動した。1933年には国家社会主義ドイツ労働者党（ナチス）に入党している。1934年からはベルリン大学の外科クリニックのスタッフとして勤務し、1935年にはヒトラーの主治医団の一員となった。1941年には親衛隊に所属し、1943年6月26日に親衛隊中佐に昇進している。ヒトラーからの個人的な信頼が厚かったと伝えられる。

## ベルリン陥落と捕虜
1945年4月のベルリン市街戦において、ハーゼはエルンスト＝ギュンター・シェンクとともに、総統官邸内の緊急負傷者治療所で軍医として負傷者の手当にあたった。
1945年4月29日、彼は総統地下壕に呼び出された。そこで、ヒトラーの主治医ルートヴィヒ・シュトゥンプフエッガーが、ヒトラーが自殺に用いる青酸カリの効力を確認するため、ヒトラーの愛犬ブロンディに毒を飲ませるのを手伝った。また、ヒトラーに対し、青酸カリ服用と頭部への銃撃を組み合わせた自殺方法を助言している。
ヒトラーの自殺（4月30日）後もハーゼは総統地下壕周辺に留まり、5月2日にソ連赤軍によって捕虜となった。5月6日にはソ連軍の命令により、ヨーゼフ・ゲッベルスとその妻マクダ、6人の子供たちの遺体確認に立ち会った。

## 投獄と死、そして名誉回復
1945年6月、ハーゼはソ連において「ドイツの元国家宰相ヒトラーの主治医であり、ヒトラー政府の他の指導者やナチス党、ヒトラーの親衛隊護衛隊のメンバーも治療していた」という容疑で告発された。判決記録は残されていないものの、ソ連による囚われの身のまま、1950年11月30日に結核により死去した。ソ連側の記録によれば、死亡地はモスクワにあるブティルカ刑務所の病院とされている。
その後、1991年10月18日にロシア政府が制定した「政治的弾圧の犠牲者の名誉回復に関する法律」に基づき、ハーゼは1992年4月28日に名誉回復された。